# Geofysica
Geofysica is de studie van de natuurkundige verschijnselen die zich voordoen in de Aarde.
Geofysica wordt tot de aardwetenschappen gerekend, maar is ook te zien als een specialisatie binnen de natuurkunde. In ruimere zin bestudeert de geofysica alle onderdelen van het systeem Aarde, maar er kan een onderscheid gemaakt worden tussen de geofysica van de dampkring (bijvoorbeeld meteorologie en klimatologie), de geofysica van de oceanen (fysische oceanografie) en de geofysica van de vaste Aarde. In engere zin betreft de geofysica alleen de geofysica van de vaste Aarde, en heeft dan veel raakvlakken met de geologie en de geochemie.

## Onderzoeksgebieden
De geofysica van de vaste Aarde bestaat uit de onderdelen:
- Exploratie-geofysica, gericht op het opsporen van zich ondergronds bevindende delfstoffen zoals aardolie, aardgas en ertsen, en het opsporen van grondwater[1]. Hiertoe wordt de ondergrond in kaart gebracht met seismiek, met magnetische methoden of met elektromagnetische methoden. Seismiek is het veroorzaken van lichte trillingen om de eerste kilometers onder het oppervlak in kaart te brengen. Deze trillingen weerkaatsen in de ondergrond en de terugkerende echo's kunnen met geofoons geregistreerd worden.
- Seismologie, het bestuderen van de voortplanting van golven in de aarde om de diepe aarde of om aardbevingen of zeebevingen te bestuderen. Deze golfbewegingen zijn meestal door aardbevingen veroorzaakte trillingen.
- Tectonofysica, de studie van de platentektoniek.
- Theoretische geofysica, welke het gedrag van het inwendige van de Aarde bestudeert (bijvoorbeeld convectie en eigentrillingen van de Aarde).

Een bekende Nederlandse geofysicus is Felix Vening Meinesz (1887-1966). Naar hem zijn een geodetische vergelijking, een medaille van de Europese Geofysische Vereniging en een onderzoeksschool van de Universiteit Utrecht genoemd.
Zijn opvolger en hoofd van het Vening Meinesz instituut aan het Lucas Bolwerk te Utrecht, was de natuurkundige en  geofysicus Johan G.J. Scholte. Professor Scholte (1907-1970) was de ontdekker van de naar hem genoemde Scholte-wave.